# 포 시즌스 호텔 홍콩

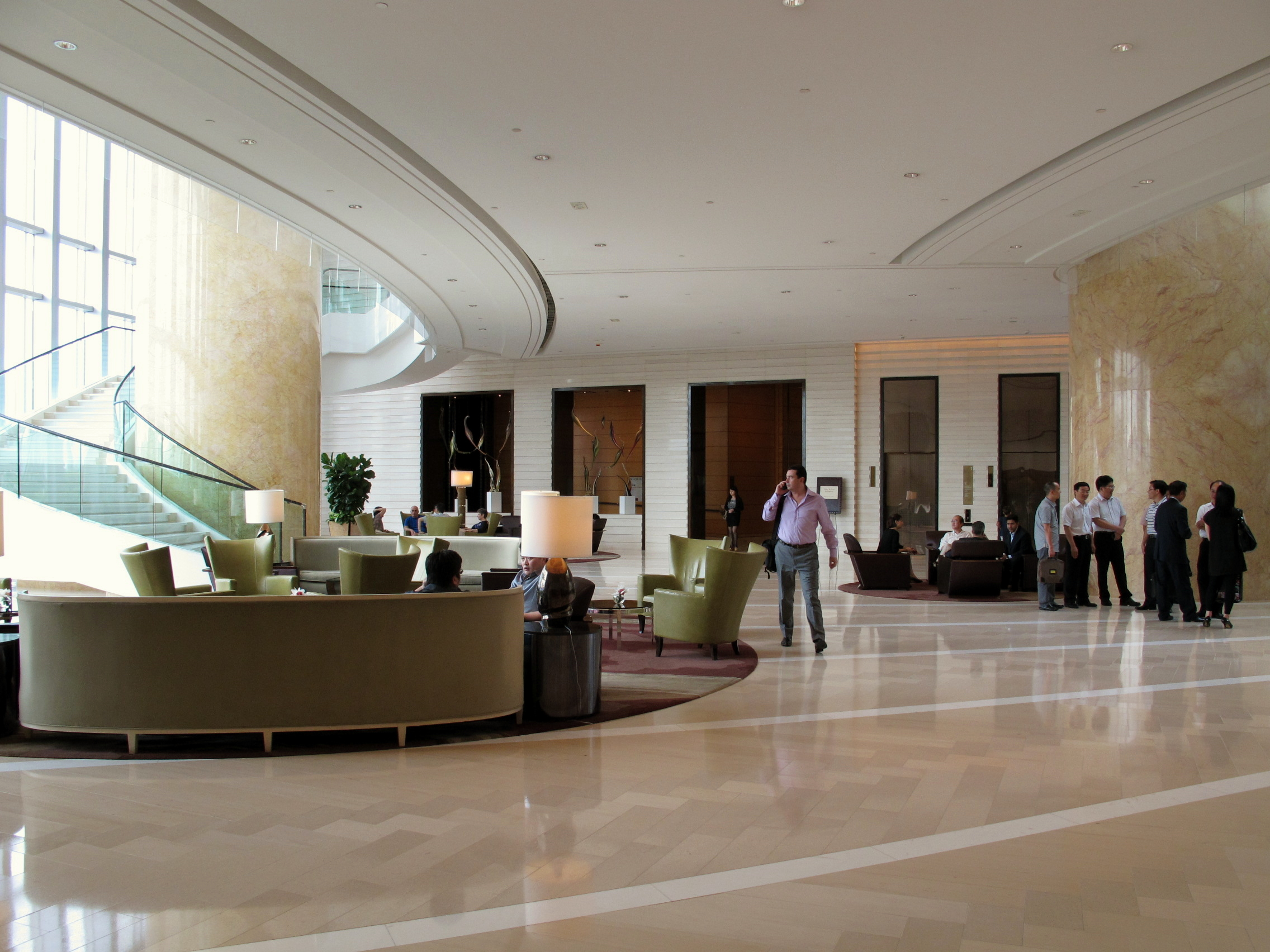
포 시즌스 호텔 홍콩의 로비

포 시즌스 호텔 홍콩(영어: Four Seasons Hotel Hong Kong, 중국어 정체자: 香港四季酒店)은 홍콩 중완의 국제금융센터에 위치한 5성급 호텔이다. 산훙게이 지산발전유한공사가 소유하고 있다. 2005년 9월에 완공하여 개장했다. 총 45층 규모의 빌딩에 399개 객실이 있고, 이 중에서 54개는 스위트룸이다. 또 519개의 주거 공간이 마련되어 있으며 이들은 포시즌스 플레이스 (Four Seasons Place', 중국어 정체자: 四季匯)에 따로 포함되어 있다. 캐나다의 호텔 체인 회사인 포 시즌스 호텔 리조트 사가 운영을 맡고 있다.

## 정보

### 객실과 레스토랑
게스트룸과 스위트룸의 수는 총 399개로, 각 객실에서는 벽을 따라 이어진 창문으로 다양한 전망을 제공하고 있다. 대부분 객실에선 빅토리아 항과 가우룽이 보이며 나머지는 시내와 산 풍경으로 둘러싸여 있다. 게스트룸은 두가지 스타일로 꾸며져 있는데 하나는 현대 서양식 방으로, 벽은 실크로 마감질했고 현관 입구는 대리석 바닥으로 되어 있다. 다른 하나는 전통 중국식 방으로 조각품 가구와 금색 책장이 비치되어 있는 것이 특징이다. 한편 포시즌스 홍콩 호텔에는 13층, 14층, 24층, 34층, 44층을 세지 않는 것으로 해놓고 있다.
호텔 내에 있는 고급 식당으로는 미쉐린 스타를 받은 광둥 요리 레스토랑인 룽깅힌과 프랑스 레스토랑인 카프리스 등이 있다. 2009년 미쉐린의 홍콩-마카오 가이드북이 처음 나올 당시, 포시즌스 호텔의 룽깅힌은 전세계를 통틀어 최고점인 스타 세 개를 받은 최초의 중식 레스토랑이 되었다. . 그 이후로도 7년간 룽깅힌은 계속해서 호평을 받았고, 2015년 홍콩 마카오 가이드북에서 다시 한번 미쉐린 스타 세 개를 수여받았다.

### 이그제큐티브 클럽 라운지
객실 이용자는 명목상 수수료를 내면 45층에 있는 이그제큐티브 클럽 라운지에 출입할 수 있다. 이곳에선 빅토리아항을 배경삼아 따뜻한 아침식사 뷔페 풀코스, 다과와 칵테일 (시간 제한 없음), 저녁시간대 오르되브르를 즐길 수 있다.

### 편의시설
포시즌스 호텔에는 일반 수영장과 플런지 풀이 있으며, 두 곳 모두 열탕과 수중 스피커가 설치되어 있다. 또 수영장 주변에서 전화 및 무선 인터넷 연결도 가능하다. 다른 시설로는 24시간 헬스 센터가 있는데 심혈관 및 웨이트트레이닝 기구를 갖추고 있다. 또 무선 인터넷이 되는 회의실과 컴퓨터를 갖춘 비즈니스 센터도 있다.
호텔 내에는 스파 서비스도 있으며, 마사지, 안면 관리, 매니큐어, 발 관리 서비스가 함께 이뤄지고 있다.

## 교통
홍콩 국제공항과 38km 떨어진 곳에 있다. 택시로는 45분, 홍콩 공항철도로는 23분 거리다. 육지와 따로 떨어진 페리 부두인 홍콩-마카오 페리 터미널과 주요 지하철역과도 인접해 있다.

## 수상
2015년 2월 11일, 포브스 트래블 가이드는 홍콩 포시즌스 호텔에 별점 5점을 부여했다. 포브스 평가에서 5점을 받은 호텔은 전세계에서 단 세 곳 밖에 없었다.

## 같이 보기
- 홍콩의 마천루 목록